# Río Fresno
El río  Fresno, Frezno en mirandés, o Freixo  en portugués es un río de Portugal, afluente del río Duero por la margen derecha. Nace al oeste de Ifanes, (Anfainç en mirandés),   y su confluencia con el Duero está al sur  de Miranda de Duero, al lado de la Presa de Miranda.
A su paso por Miranda se ha construido el Parque urbano del Río Fresno, que mejoró mucho las condiciones de las orillas del río, convirtiéndolo en un espacio agradable para el paseo y disfrute de la naturaleza.
Este parque se extiende por unos 1,5 kilómetros a lo largo de la ruta del río. Es un área recreativa, y  abrió sus puertas en 2007,  ofrece rutas de senderismo con bancos y un muelle. A lo largo del río, se pueden observar molinos de viento, fuentes  y  viejos  de agua rehabilitados.